# Премія Гріммельсгаузена
Премія Гріммельсгаузена (нім. Johann-Jacob-Christoph-von-Grimmelshausen-Preis) — німецька літературна нагорода, заснована в 1993 містами Гельнгаузен і Ренхен спільно з федеральними землями Баден-Вюртемберг і Гессен. Названо на честь Г. Я. К. фон Гріммельсгаузена (автора знаменитого роману « Сімпліциссимус»), який народився в Гельнгаузені й помер у Ренхені. Премія присуджується авторам, які «протягом попередніх 6 років письменницької роботи […] зробили чудовий внесок в художню дискусію із сучасної історії». Церемонія нагородження відбувається щодва роки, почергово в Гельнгаузені та в Ренхені. Лауреати отримують грошову премію у розмірі 10 тис. євро.
З 2003 року також вручається заохочувальна премія Гріммельсгаузена (нім. Grimmelshausen-Förderpreis) для молодих авторів, призовий фонд якої становить 2500 євро. У 2009 році Райнгард Кайзер отримав спеціальну премію Гріммельсгаузена (нім. Grimmelshausen-Sonderpreis) за переклад крутійського роману «Симпліциссимус» на сучасну німецьку мову.

## Лауреати
Премія Гріммельсгаузена
- 1993 Рут Клюгер за Weiter leben. Eine Jugend
- 1995 Альбан Ніколай Гербст за Wolpertinger oder Das Blau
- 1997 Міхаель Кельмаєр за Telemach
- 1999 Роберт Менассе за Schubumkehr
- 2001 Адольф Мушг за Sutters Glück
- 2003 Бригітта Кронауер за Teufelsbrück
- 2005 Дітер Форте за Auf der anderen Seite der Welt
- 2007 Ферідун Заїмоглу за Leyla
- 2009 Райнгард Їргль за Die Stille
- 2011 Петер Курцек за Vorabend
- 2013 Ульріке Едшмід за Das Verschwinden des Philip S.
- 2015 Роберт Сіталер за Ein ganzes Leben
- 2017 Крістоф Гайн за Glückskind mit Vater
- 2019 Дерте Гансен за Mittagsstunde
- 2021 Крістоф Нуссбаумедер за Die Unverhofften[1]
- 2023 Франк П. Маєр за роман «Про кінець бундес кеґельбану»[2]

Заохочувальна премія Гріммельсгаузена
- 2003 Рікарда Юнге за Silberfaden
- 2005 Ягода Маринич за Russische Bücher
- 2007 Сілке Шоєрманн за Die Stunde zwischen Hund und Wolf
- 2009 Клаудія Габлер за Die kleinen Raubtiere unter ihrem Pelz
- 2011 Анніка Шеффель за Ben
- 2013 Марі Т. Мартін за Luftpost
- 2015 Верена Боос за Blutorangen
- 2017 Софі Пассманн за Monologe angehender Psychopathen
- 2019 Неле Поллачек за Das Unglück anderer Leute
- 2021 Шері Домінго за Ferngespräch (графічний роман)
- 2023 Каролін Валь за «22 орбіти»[3]

Спеціальна премія Гріммельсгаузена
- 2009 Райнгард Кайзер
- 2023 Сімона Грбневальд і Клаус Пут за «Пригоди Симпліція».